# Col des Fillys
Le col des Fillys est un col des Alpes du Sud, situé dans le département français des Alpes-de-Haute-Provence, entre les communes de La Bréole et de Selonnet, à 1 332 mètres d'altitude.
C'est un passage routier entre la vallée de la Durance et le bassin de Seyne. Il est emprunté par la route départementale 7.